# Палладийсвинец
Палладийсвинец — бинарное неорганическое соединение
палладия и свинца
с формулой PbPd,
кристаллы.

## Получение
- Сплавление стехиометрических количеств чистых веществ:

{\displaystyle {\mathsf {Pd+Pb\ {\xrightarrow {501^{o}C}}\ PbPd}}}

## Физические свойства
Палладийсвинец образует кристаллы
моноклинной сингонии,

параметры ячейки a = 0,709 нм, b = 0,884 нм, c = 0,557 нм, β = 71°, Z = 8
.
Соединение образуется по перитектическим реакциям при температуре 501°C.
В соединении происходит несколько фазовых переходов.